# Europa Jupiter System Mission

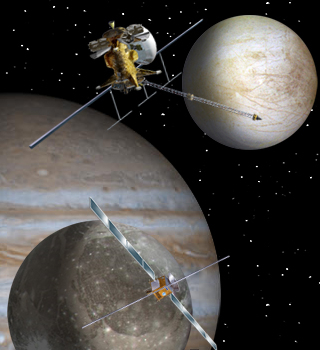
Die beiden Sonden, JEO oben und JGO unten. Man beachte, dass JEO RTGs und JGO Solarzellen zur Energieversorgung besitzen soll.

Die für 2020 vorgeschlagene, aber nicht verwirklichte Europa Jupiter System Mission (EJSM, ESA-Arbeitstitel Laplace) war ein gemeinsamer Vorschlag der NASA sowie der ESA für eine tiefgehende Erforschung der Jupitermonde mit Schwerpunkten auf Europa, Ganymed als auch der Magnetosphäre des Jupiter. Die japanische Raumfahrtorganisation JAXA hatte darüber hinaus auch ihren Willen zu einer Teilnahme an der EJSM bekundet.

## Missionsplanung
Die zentrale Planung der EJSM/Laplace-Studie war der simultane Einsatz von zwei, oder eventuell drei, Orbitersonden:
- Der Jupiter Europa Orbiter (JEO), für dessen Entwicklung, Start und Steuerung die NASA verantwortlich gewesen wäre, sollte eine tiefgehende Untersuchung der Monde Europa und Io vornehmen.
- Der Jupiter Ganymede Orbiter (JGO), für dessen Entwicklung, Start und Steuerung die ESA verantwortlich sein sollte, wäre für eine tiefgehende Untersuchung der Monde Ganymed und Kallisto vorgesehen gewesen.
- Der Jupiter Magnetosphere Orbiter (JMO), für dessen Entwicklung, Start und Steuerung die JAXA verantwortlich sein sollte, war für eine tiefgehende Untersuchung der Magnetosphäre des Jupiters vorgesehen.

Die letzte EJSM-Planung bestand schließlich nur noch aus dem JEO und dem JGO, welche erstmals das Jupitersystem in einer genau choreografierten Doppelmission von zwei Standpunkten aus gleichzeitig erforschen sollen. Beide Sonden sollten schließlich in einen niedrigen Orbit um Europa und Ganymed einschwenken, um deren vermutete unterirdische Wasserozeane zu erforschen. Darüber hinaus sollten sie auch Phänomene wie die Vulkane auf Io, die Atmosphäre und Magnetosphäre des Jupiter untersuchen, sowie die Interaktion des Jupitermagnetfelds mit den Galileischen Monden. Wäre die JAXA dem Projekt beigetreten, hätte der JMO die Jupiter-Magnetosphäre direkt vor Ort erkundet und außerdem die Möglichkeit für einen nie zuvor erreichten Tiefgang in der Erforschung des Jupitersystems geboten, indem drei Sonden gleichzeitig das System von allen Seiten „beleuchten“.

## Auswahlprozess und Finanzierung
Die EJSM stand ursprünglich in direkter Konkurrenz zu einem weiteren gemeinsamen Vorschlag von NASA und ESA, der TandEM/Titan Saturn System Mission. Im Februar 2009 wurden jedoch beide der Vorschläge für tiefergreifende Planungsstudien ausgewählt, wobei die Titan Saturn System Mission erst nach 2020, das heißt nach der EJSM starten soll. Innerhalb der ESA musste sich die Finanzierung des Projektes jedoch noch weiteren Konkurrenten stellen, wie der Laser Interferometer Space Antenna (LISA) und dem International X-ray Observatory (IXO), weshalb die NASA auch Rückhaltepläne für eine alleinige Durchführung der Mission entwickelte.
Ebenso wie die TSSM, schätzte man die Kosten der EJSM (ohne eine Beteiligung der JAXA) auf circa 4,45 Milliarden US-Dollar, von denen etwa 3,8 Milliarden von der NASA und 650 Millionen von der ESA getragen werden sollten. NASA musste jedoch nach einer Budgetkürzung im Februar 2012 aus dem Projekt aussteigen. Nach dem Ausstieg der NASA und dem unklaren Status der japanischen Beteiligung wurde EJSM nicht weiterverfolgt. 
Ab März 2011 untersuchte die ESA die Möglichkeit, eine Mission ohne die NASA durchzuführen. Die ESA genehmigte am 2. Mai 2012 die Raumsonde JUpiter ICy moon Explorer (JUICE), die nach zwei Vorbeiflügen an Europa und zwölf an Kallisto in eine Umlaufbahn um Ganymed einschwenken soll. Der Start von JUICE war am 14. April 2023 an Bord einer Ariane 5 ECA. Nach drei Vorbeiflügen an der Erde und einem an der Venus soll JUICE 2031 Jupiter erreichen und durch eine Triebwerkszündung und einen abbremsenden Swing-by an Ganymed in eine Jupiterumlaufbahn eintreten. Nach den Vorbeiflügen an Europa und Kallisto soll JUICE gegen Ende 2034 die Umlaufbahn um Ganymed erreichen.
Nachdem NASA den Jupiter Europa Orbiter aufgeben musste, wurde das neue Projekt Europa Clipper mit einem anderen Missionskonzept auf den Weg gebracht. Diese Mission wird nicht in einen Europaorbit einschwenken, sondern in einer elliptischen Bahn um Jupiter viele Male an Europa vorbeifliegen.